# Abuna
Abuna ( Geez:  አቡነ abuna = Naš otac) je naslov glavara Etiopske pravoslavne tevahede Crkve u biti je istovjetna naslovu Patrijarha u Istočnim pravoslavnim Crkvama.
Kroz cijelu povijest, sve do 1951. kad je Etiopska pravoslavna tevahedo Crkva postala autokefalna, Abunu etiopske crkve birao je Patrijarh Aleksandrije i cijele Afrike, koji je ujedno bio i glavar Koptske Crkve te je imao ovlasti i nad etiopskom diocezom.